# Vodna ura
Vodna ura ali klepsidra (grško κλερδρα iz κλέπτειν kleptein, 'ukrasti'; ὕδωρ hydor, 'voda') je vsak merilnik časa, s katerim se čas meri z reguliranim pretokom tekočine v (dotočni tip) ali iz (iztočni tip) posode in kjer se nato izmeri količina.
Vodne ure so eden najstarejših instrumentov za merjenje časa. Izliv v obliki sklede je najpreprostejša oblika vodne ure in je znano, da je obstajal v Babiloniji v Egiptu in Perziji okoli 16. stoletja pred našim štetjem. Tudi druge regije sveta, vključno z Indijo in Kitajsko, imajo zgodnje dokaze o vodnih urah, vendar so najzgodnejši datumi manj zanesljivi. Nekateri avtorji pa trdijo, da so se vodne ure pojavile na Kitajskem že leta 4000 pred našim štetjem.

## Oblikovanje
Vodna ura za merjenje časa uporablja pretok vode. Če zanemarimo viskoznost, je fizični princip, potreben za preučevanje takšnih ur, Torricellijev zakon. Obstajata dve vrsti vodnih ur: dotočna in iztočna. V iztočni vodni uri se posodo napolni z vodo, voda pa počasi in enakomerno odteka iz posode. Ta posoda ima oznake, ki se uporabljajo za prikaz poteka časa. Ko voda zapusti posodo, lahko opazovalec s črtami vidi, kje je voda in napove, koliko časa je minilo. Dotočna ura deluje v bistvu na enak način, le da voda, namesto da bi stekla iz posode, polni označeno posodo. Ko se posoda napolni, lahko opazovalec vidi, kje se voda sreča s črtami in napove, koliko časa je minilo. Tud nekateri sodobni merilniki časa se imenujejo 'vodne ure', vendar delujejo drugače kot stari. Njihovo merjenje časa ureja nihalo, vodo pa uporabljajo za druge namene, na primer za zagotavljanje moči, ki je potrebna za pogon ure, z uporabo vodnega kolesa ali česa podobnega.
Grki in Rimljani so z napredno zasnovo vodne ure vključili dovodno klepsidro z zgodnjim povratnim sistemom, zobnikom in stikalnim mehanizmom, vse povezano v domišljen avtomat in izboljšali natančnost. Nadaljnji napredek je bil dosežen v obdobju Bizanca, v Siriji in Mezopotamiji, kjer so vse bolj natančne vodne ure vključevale zapletene segmentarne in epiciklične zobnike, vodna kolesa in programabilnost, napredek, ki je sčasoma prodrl v Evropo. Kitajci so samostojno razvili svoje napredne vodne ure, ki so vključevale zobnike, mehanizme za izhod v sili in vodna kolesa ter svoje ideje prenašali v Korejo in na Japonsko.
Nekateri modeli vodnih ur so bili razviti samostojno, nekaj znanja pa je bilo preneseno s širjenjem trgovine. Te zgodnje vodne ure so bile umerjene s sončno uro. Čeprav vodna ura nikoli ni dosegla stopnje natančnosti, primerljive z današnjimi merilniki časa, je bila tisočletja najnatančnejša in najpogosteje uporabljana ura za merjenje časa, dokler je v Evropi 17. stoletja niso nadomestile natančnejše nihajne ure.

## Regionalni razvoj

### Egipt
Najstarejša vodna ura, za katero obstajajo fizični dokazi, je iz okoli 1417–1379 pr. n. št. med vladanjem Amenhotepa III., ki so jo uporabljali v templju Amon-Ra v Karnaku. Najstarejša dokumentacija vodne ure je nagrobni napis egiptovskega dvornega uradnika Amenemheta iz 16. stoletja pred našim štetjem, ki ga identificira kot njenega izumitelja.Te preproste vodne ure, ki so bile iztočnega tipa, so bile kamnite posode z nagnjenimi stranicami, ki so omogočale kapljanje vode s skoraj konstantno hitrostjo iz majhne luknje ob dnu. Dvanajst ločenih stebrov z neprekinjeno razporejenimi oznakami na notranji strani je merilo prehod "ur", ko jih je vodostaj dosegel. Stolpci so bili za vsakega od dvanajstih mesecev, da se omogočijo spremembe sezonskih ur. Duhovniki so te ure uporabljali za določanje ure ponoči, tako da so se obredi in žrtvovanja v templju lahko izvajali ob pravi uri. Te ure so morda uporabljali tudi pri dnevni svetlobi.

### Babilon
V Babilonu so bile vodne ure iztočne in valjaste oblike. Uporaba vodne ure kot pripomoček pri astronomskih izračunih sega v starobabilonsko obdobje (okoli 2000 - okoli 1600 pr. n. št.)  Čeprav iz mezopotamske regije ni ohranjenih vodnih ur, večina dokazov o njihovem obstoju izvira iz zapisov na glinenih tablicah. Dve zbirki tablic, na primer, sta Enuma-Anu-Enlil (1600–1200 pr. n. št.) In MUL.APIN (7. stoletje pr. n. št.)  Na teh tablicah se uporabljajo vodne ure glede plačila nočne in dnevne straže (stražarjev).
Te ure so bile unikatne, saj niso imele kazalca, kot so kazalci ali zarezane zareze (kot v Egiptu). Namesto tega so te ure merile čas »s težo vode, ki iz njega teče«. Prostornina je bila izmerjena v enotah zmogljivosti, imenovanih qa. Utež, mana (grška enota približno en funt), je teža vode v vodni uri.
V babilonskih časih so čas merili s časovnimi urami. Ko so se spreminjali letni časi, se je spreminjala tudi dolžina dneva. »Za določitev dolžine« nočne straže »ob poletnem solsticiju je bilo treba v cilindrično klepsidro vliti dve mani vode; njeno praznjenje je pomenilo konec ure. Vsako naslednjo polovico meseca je bilo treba dodati šestino mane. V enakonočju je bilo treba izprazniti tri mane, da ustrezajo eni uri, štiri mane pa za vsako zimo v solsticijski noči.«

### Indija
Po mnenju N. Kamesware Rao so bili kot vodne ure morda uporabljeni lonci, izkopani na najdišču v dolini Inda Mohendžo-daro (okoli 2500 pr. n. št.) Spodaj so zoženi, na strani imajo luknjo in so podobni pripomočku, s katerim izvajajo abhiṣeko (obredno polivanje z vodo) na lingamah. N. Narahari Achar in Subhash Kak nakazujeta, da je uporaba vodne ure v starodavni Indiji omenjena v Atharvavedi iz 2. tisočletja pred našim štetjem.
Šola Jyotisha, ena od šestih disciplin Vedanga, opisuje vodne ure, imenovane ghati ali kapala, ki merijo čas v enotah nadika (približno 24 minut). Klepsidra v obliki plavajoče in potapljajoče se bakrene posode je omenjena v Sürya Siddhānta (5. stoletje našega štetja). V Nalandi, budistični univerzi, je štiriurne intervale merila vodna ura, ki je bila sestavljena iz podobne bakrene sklede, ki je bila v večji skledi, napolnjeni z vodo, in sta jo  držala dva velika plovca. Posoda se je polnila z vodo iz majhne luknje na njenem dnu; potonila  je, ko je bila popolnoma napolnjena, zaznamovalo pa je udarjanje bobna podnevi. Količina dodane vode se je spreminjala glede na letni čas, uro pa so upravljali študentje univerze. 
Opisi podobnih vodnih ur so v Pañca Siddhāntikā podani tudi s strani polihistorja Varāhamihira (6. stoletje n. št.), ki dodaja podrobnosti k poročilu v Sürya Siddhānta. Nadaljnje opise je v Odprtina Vesolja (Brahma-sputa sidanta) zapisal matematik Brahmagupta (628 n. št.). Podroben opis z meritvami zabeleži tudi astronom Lalla (8. stoletje n. št.), ki opisuje ghati kot polkrožno bakreno posodo z luknjo, ki je po eni nadiki popolnoma napolnjena.

### Kitajska
V antični Kitajski in tudi sicer v vzhodni Aziji, so bile vodne ure zelo pomembne pri preučevanju astronomije in astrologije. Najstarejša pisna referenca datira uporabo vodne ure na Kitajskem v 6. stoletje pred našim štetjem. Od približno leta 200 pred našim štetjem je bila iztočna klepsidra skoraj povsod na Kitajskem nadomeščena z dotočno z indikatorsko palico na plovcu. Filozof in politik dinastije Han Huan Tan (40 pr. n. št. - 30 n. št.), sekretar na dvoru, zadolžen za klepsidre je zapisal, da je moral klepsidre primerjati s sončnimi urami, saj vpliv temperature in vlage vpliva na njihovo natančnost, kar kaže da učinki izhlapevanja in temperatura vplivajo na hitrost, s katero teče voda. Leta 976 je vojaški inženir in astronom iz dinastije Song Džang Sišun problem hladne vode, ki je zamrznjena v hladnih vremenskih razmerah, obravnaval z uporabo tekočega živega srebra. Znova, namesto da bi uporabljal vodo, je inženir dinastije Ming Džan Šijuan (ok. 1360–1380) ustvaril kolesno uro s pogonom na pesek, ki jo je izboljšal Zhou Shuxue (ok. 1530–1558).
Uporaba klepsidre za pogon mehanizmov, ki ponazarjajo astronomske pojave, se je začela s polihistorjem dinastije Han Džangom Hengom (78–139) leta 117, ki je uporabljal tudi vodno kolo. Zhang Heng je prvi na Kitajskem dodal dodaten kompenzacijski rezervoar med rezervoarjem in dotočno posodo, kar je rešilo problem padajočega tlaka v rezervoarju. Džangova iznajdljivost je matematiku in inženirju dinastije Tang Ji Šing (683–727) in Liangu Lingzanu leta 725 omogočila ustvariti uro, ki jo je vodil mehanizem za izhod iz vodnega kolesa. Isti mehanizem bi leta 1088 uporabljal polihistor Su Song (1020–1101) iz dinastije Song za napajanje svoje astronomske stolpne ure, pa tudi za verižni pogon. Stolp ure Su Song, visok več kot 9 m, je imel bronasto armilarno sfero za opazovanje, samodejno vrtljiv nebesni globus in pet sprednjih plošč z vrati, ki so omogočala ogled premikajočih se lutk, ki so zvonile ali gongale in držal table, ki označujejo uro ali druge posebne ure v dnevu. V 2000-ih v pekinškem bobnarskem stolpu deluje odtočna klepsidra, ki je razstavljena za turiste. Povezana je z avtomati, tako da vsake četrt ure majhen medeninast kip človeka udarja s činelami. 

### Perzija
Uporaba vodnih ur v Perziji (sodobni Iran), zlasti v Zibadu in Gonabadu, sega v leto 500 pred našim štetjem. Kasneje so jih uporabili tudi za določanje natančnih svetih dni predislamskih religij, kot so Nauruz, Čelah ali Jaldā - najkrajši, najdaljši in enako dolgi dnevi in noči v letih. Vodne ure, ki so jih uporabljali v Perziji, so bile eno najbolj praktičnih starodavnih orodij za določanje časa v letnem koledarju. Vodna ura ali Fenjaan je bila najbolj natančna in najpogosteje uporabljena merilna ura za izračun količine ali časa, v katerem mora kmet vzeti vodo iz kanata ali vodnjaka za namakanje, dokler ga niso nadomestile natančnejše sodobne ure. Perzijske vodne ure so bile praktično in uporabno orodje za delničarje kanata, da so izračunali, koliko časa lahko vodo preusmerijo na svojo kmetijo. Kanat  je bil edini vodni vir za kmetijstvo in namakanje na sušnem območju, zato je bila pravična in poštena razporeditev vode zelo pomembna. Zato je bila za upravitelja vodne ure (MirAab) izvoljena zelo poštena in pametna stara oseba, za nadzor in opazovanje števila fenjaanov (ur) ter sporočanje točnega časa pa sta bila potrebna vsaj dva redna upravitelja dan in noč od sončnega vzhoda do sončnega zahoda, ker so bili imetniki delnic običajno razdeljeni na dnevne lastnike in nočne lastnike.
Fenjaan je bil sestavljen iz velikega lonca, polnega vode in sklede z majhno luknjo v sredini. Ko se je skleda napolnila z vodo, je potonila v lonec, upravitelj pa je skledo izpraznil in jo spet postavil na vrh vode v loncu. Zapisal je, kolikokrat se je skleda potopila, tako da je v kozarec dal majhne kamne. Kraj, kjer je bila ura, in njeni upravitelji so bili skupaj znani kot khaneh Fenjaan. Običajno je bilo to zgornje nadstropje javne hiše z okni, obrnjenimi proti zahodu in vzhodu, ki prikazujejo čas sončnega zahoda in sončnega vzhoda. 
Obstajalo je tudi drugo orodje za merjenje časa, imenovano staryab ali astrolab, vendar se je večinoma uporabljalo za vraževerna prepričanja in ni bilo uporabno kot koledar kmetov. Vodna ura Zibad Gonabad je bila v uporabi do leta 1965, ko so jo nadomestili sodobne ure.

### Grško-rimski svet
Beseda clepsydra izhaja iz grščine (κλεψῠ́δρη klepsúdrē), ki pomeni 'tat vode' (od κλέπτω (kléptō, 'ukrasti') + ὕδωρ (húdōr, 'voda')). Grki so znatno napredovali z vodno uro, ko so se lotili problema zmanjševanja pretoka. Predstavili so več vrst dotoka klepsidre, od katerih je eden vključeval najzgodnejši sistem za nadzor povratnih informacij. Ktezibij je izumil indikatorski sistem, značilen za poznejše ure, kot sta številčnica in kazalec. Rimski inženir Vitruvij je opisal zgodnje budilke, ki so delale z gongi ali trobentami. Pogosto uporabljena vodna ura je bila preprosta iztočna klepsidra. Ta majhna lončena posoda je imela luknjo na boku blizu dna. Tako v grški kot rimski dobi so to vrsto klepsidre uporabljali na sodiščih za razporejanje časa govorcem. V pomembnih primerih, na primer takrat, ko je bilo ogroženo človekovo življenje, je bila zapolnjena v celoti, v manjših primerih pa le delno. Če so bili postopki zaradi kakršnega koli razloga prekinjeni, na primer za pregledovanje dokumentov, so luknjo v klepsidri zamašili z voskom, dokler govornik ni mogel nadaljevati.

#### Klepsidra vodnjaka Atenske akropole
Severovzhodno od vhoda v Atensko akropolo je bil znan naravni izvir Clepsydra. Omenja ga Aristofan v Lizistrati (vrstice 910–913) in drugi stari literarni viri. Hiša z vodnjakom je bila na mestu zgrajena okoli 470–460 pr. n. št. kot preprosta pravokotna konstrukcija z bazenom in tlakovanim dvoriščem.

#### Klepsidra za zadrževanje časa
Nekateri učenjaki sumijo, da je bila klepsidra morda uporabljena kot štoparica za določanje časovne omejitve za obiske strank v atenskih bordelih. Nekoliko kasneje, v začetku 3. stoletja pred našim štetjem, je helenistični zdravnik Herofil na hišnih obiskih v Aleksandriji zaposlil prenosno klepsidro za merjenje utripov svojih pacientov. S primerjavo stopnje po starostni skupini z empirično pridobljenimi nabori podatkov je lahko določil intenzivnost motnje.
Med 270. pr. n. št. in 500 n. št. so helenistični in rimski horologi in astronomi (Ktezibij, Heron, Arhimed) razvijali kompleksnejše mehanizirane vodne ure. Dodatna zapletenost je bila namenjena uravnavanju pretoka in zagotavljanju boljših prikazov poteka časa. Nekatere vodne ure so na primer zvonile, druge so odpirale vrata in okna in prikazovale figurice ljudi ali premikane kazalce in številčnice. Nekateri so celo prikazovali astrološke modele vesolja. Inženir Filon iz Bizanca iz 3. stoletja pred našim štetjem se je v svojih delih skliceval na vodne ure, ki so že bile opremljene z zobatim mehanizmom, ki je bil najzgodnejši poznan te vrste. [35]
Največji dosežek izuma klepsidre v tem času pa je bil Ktezibijev z vgradnjo zobnikov in indikatorjem številčnice, ki je samodejno prikazal čas, kot se je spreminjala dolžina dneva skozi  leto. Tudi grški astronom Andronik iz Kire je v prvi polovici 1. stoletja pred našim štetjem nadzoroval gradnjo svojega Horologiona, danes znanega kot Stolp vetrov, na tržnici v Atenah (ali agori). Ta osmerokotni urni stolp je učenjakom in kupcem prikazoval kazalnike tako sončne ure kot mehanske ure. Na njej je bila 24-urna mehanizirana klepsidra in indikatorji za osem vetrov, po katerih je stolp dobil ime, in je prikazoval letne čase ter astrološke datume in obdobja.

### Srednjeveški islamski svet
V srednjeveškem islamskem svetu (632–1280) ima uporaba vodnih ur korenine od Arhimeda med vzponom Aleksandrije v Egiptu in se nadaljuje skozi Bizanc. Vodne ure arabskega inženirja Al-Jazarija pa so zaslužne za to, da so daleč presegle vse, kar je bilo pred njimi. V razpravi Al-Jazari iz leta 1206 opisuje eno od svojih vodnih ur, slonovo uro. Ura je beležila prehod začasnih ur, kar je pomenilo, da je bilo treba hitrost pretoka dnevno spreminjati, da se ujema z neenakomerno dolžino dni skozi vse leto. Da bi to dosegli, je imela ura dva rezervoarja, zgornji rezervoar je bil priključen na mehanizem za prikaz časa, spodnji pa na regulator pretoka. V bistvu se je ob zori odprla pipa in voda je tekla iz zgornjega v spodnji rezervoar preko plovnega regulatorja, ki je v sprejemnem rezervoarju vzdrževal konstanten tlak.
Najbolj izpopolnjena astronomska ura na vodni pogon je bila Al-Jazarijeva grajska ura, ki jo nekateri štejejo za zgodnji primer programabilnega analognega računalnika leta 1206. Bila je zapletena naprava, ki je bila visoka približno 3,4 metra in je imela poleg merjenja časa tudi več funkcij. Vključevala je prikaz zodiaka ter sončne in lunine orbite ter kazalec v obliki polmeseca, ki je potoval čez vrh prehodov, premaknjen s skritim vozičkom in povzročal odpiranje avtomatskih vrat, vsak pa je razkril lutko, vsako uro. Mogoče je bilo ponovno programirati dolžino dneva in noči, da bi upoštevali spreminjanje dolžine dneva in noči skozi vse leto, na njem pa je bilo tudi pet glasbenih avtomatov, ki so samodejno predvajali glasbo, ko so se premikali vzvodi, ki jih je upravljala prikrita odmična gred na vodno kolo. Drugi sestavni deli grajske ure so bili glavni rezervoar s plovcem, plavajočo komoro in regulatorjem pretoka, ploščo in korito ventila, dve jermenici, polmesečni disk z zodiakom in dva sokolska avtomata, ki sta spuščata kroglice v vaze.
Prve vodne ure, ki so uporabljale zapletene segmentne in epiciklične zobnike, je že prej izumil arabski inženir Ibn Khalaf al-Muradi v islamski Iberiji okoli leta 1000. Njegove vodne ure so poganjala vodna kolesa, kot je to veljalo tudi za več kitajskih vodnih ur v 11. stoletju. V Damasku in Fesu so zgradili primerljive vodne ure. Slednja (Dar al-Magana v Fesu) ostaja do danes, njen mehanizem je bil rekonstruiran. Prva evropska ura, ki je uporabila te zapletene zobnike, je bila astronomska ura, ki jo je ustvaril Giovanni de Dondi okoli 1365. Tako kot kitajski so tudi arabski inženirji takrat razvili mehanizem za izhod v sili, ki so ga uporabljali v nekaterih svojih vodnih urah. Izhodni mehanizem je bil v obliki sistema s konstantno glavo, medtem ko so bili težki plovci uporabljeni kot uteži.

## Sodobno oblikovanje
Danes obstaja le nekaj sodobnih vodnih ur. Leta 1979 je francoski znanstvenik Bernard Gitton začel ustvarjati svoje ure s časovnim tokom, ki so sodoben pristop k zgodovinski različici. Njegove edinstvene zasnove steklenih cevi lahko najdemo na več kot 30 lokacijah po vsem svetu, med drugim tudi v Muzeju znanosti NEMO v Amsterdamu, Ura tekočega časa v Berlinu Europa-Center, Centre Commercial Milenis v Guadeloupeju, velikanska vodna ura v otroškem muzeju v Indianapolisu v državi Indiana, Abbotsford International Airport (prej v nakupovalnem središču Sevenoaks) v Abbotsfordu v Britanski Kolumbiji ter nakupovalnega centra Iguatemi v Sao Paulu in Porto Alegre v Braziliji.
Gittonova zasnova temelji na gravitaciji, ki napaja več sifonov po istem principu kot pitagorejska skodelica; na primer, ko je nivo vode v prikazovalnih ceveh za minuto ali uro dosežen, prelivna cev začne delovati kot sifon in tako izprazni cev za prikaz. Dejansko merjenje časa se izvaja s kalibriranim nihalom, ki ga poganja vodni tok, odpeljan iz rezervoarja ure. Na nihalo je pritrjena skrbno izdelana posoda; ta meri vodo, ki se nato vlije v prikazovalni sistem. To pomeni, da strogo gledano to niso vodne ure. Voda se uporablja za napajanje nihala in prikaz časa v prikazovalnem sistemu. Obstajajo tudi drugi sodobni modeli vodnih ur, vključno z vodno uro Royal Gorge v Koloradu, trgovskim centrom Woodgrove v Nanaimu v Britanski Kolumbiji in vodno uro Hornsby v Sydneyju v Avstraliji.

## Temperatura, viskoznost vode in natančnost ure
Kadar je mogoče zanemariti viskoznost, hitrost odtoka vode ureja Torricellijev zakon ali bolj splošno Bernoullijevo načelo. Viskoznost bo prevladovala nad hitrostjo odtoka, če voda odteče skozi dovolj dolgo in tanko šobo, kot je podana v Hagen-Poiseuillejevi enačbi. Približno je pretok pri takšni izvedbi obratno sorazmeren viskoznosti, ki je odvisna od temperature. Tekočine običajno postanejo manj viskozne, ko temperatura narašča. V primeru vode se viskoznost med približno nič in 100 stopinjami Celzija spreminja za približno sedemkrat. Tako bi vodna ura s takšno šobo pri približno 100 ° C delovala približno sedemkrat hitreje kot pri 0 ° C. Voda je približno 20 odstotkov bolj viskozna pri 20 ° C kot pri 30 ° C, sprememba temperature za eno stopinjo Celzija pa v tem območju 'sobne temperature' povzroči spremembo viskoznosti za približno dva odstotka. Zato bi vodna ura s tako šobo, ki ohranja dober čas pri določeni temperaturi, pridobila ali izgubila približno pol ure na dan, če bi bila za eno stopinjo Celzija toplejša ali hladnejša. Da bi ohranili čas v eni minuti na dan, bi bilo treba njegovo temperaturo nadzorovati znotraj ⁄ 30 ° C. Ni dokazov, da je bilo to storjeno v antiki, zato starodavne vodne ure z dovolj tankimi in dolgimi šobami (v nasprotju s sodobno zgoraj opisano sodobno nihalo) po sodobnih standardih ne morejo biti zanesljivo natančne. Kljub temu, da sodobnih merilnikov časa ni mogoče ponastaviti dlje časa, so bile vodne ure verjetno ponastavljene vsak dan, ko so jih napolnili na podlagi sončne ure, zato kumulativna napaka ne bi bila velika.